# Α1-antitripszin
Az α1-antitripszin (A1AT, α1AT, A1A vagy AAT) a szerpinek szupercsaládjába tartozó fehérje. A SERPINA1 gén kódolja. Proteázgátló, és mivel nemcsak tripszint, hanem más proteázokat is inhibeál, nevezik α1-proteinázgátlónak vagy α1-antiproteináznak (A1PI, A1AP) is. Korábbi orvostudományi forrásokban neve szérumtripszingátló (STI) is volt, mivel tripszingátló képessége a korai tanulmányokban fontos tulajdonsága volt. Enzimgátlóként megvédi a szöveteket az inflammatorikus sejtek enzimjeitől, különösen a neutrofilelasztáztól, referenciatartománya 0,9–2,3 g/l, de ez akut inflammatio esetén sokszorosára nőhet.
Ha a vér kevés vagy hibás A1AT-t tartalmaz (α1-antitripszin-hiány), a neutrofilelasztáz le tudja bontani az elasztint, csökkentve a tüdők rugalmasságát, légzési betegségeket, például krónikus obstruktív légúti betegséget okozva. Normál esetben az A1AT termelése helyét, a májat elhagyja, és bekerül a keringési rendszerbe, a hibás A1AT erre nem feltétlenül képes, cirrózist okozva gyermekekben és felnőttekben is.
Az inflammatorikus sejtek által termelt neutrofilelasztázhoz való kötés mellett az A1AT a sejtfelszíni elasztázokhoz is köthet, ahol az elasztáz nem enzim, hanem sejtmozgásra jelet adó anyag. A máj mellett az A1PI-t expresszálja a csontvelő, a limfoid szövet limfo- és monocitái, valamint a bél Paneth-sejtjei.
Az A1AT inaktivációja más enzimek által inflammatio/fertőzés miatt a T-sejtek vándorlását megállítja a patológiás helyzet helyén. Ez alapján az α1PI nemcsak a limfociták mozgásában fontos, hanem a fertőzés következményeként is, az immunitásban „őrszemként” működik.
Az A1AT endo- és – gyógyszerként – exogén proteázinhibitorként is működik. A gyógyszert humán vérből nyerik és α1-proteinázgátló (humán)” általános néven, valamint Aralast NP, Glassia, Prolastin, Prolastin-C és Zemaira márkanéven forgalmazzák. Rekombináns változatok is elérhetők, de inkább kutatásban használják, mint gyógyszerként.

## Működés
Az A1AT 52 kDa-os szerpin, az orvoslásban a leggyakoribb szerpin, az α1-antitripszin és proteázinhibitor (Pi) gyakran felcserélhetők.
Számos szerpin kovalens kötéssel inaktiválja az enzimeket. Ezen enzimek lokálisan, kis koncentrációban szabadulnak fel, ahol azonnal az A1AT-hez hasonló fehérjék távolítják el. Az akutfázis-reakcióban tovább nő a koncentráció az aktivált neutrofil granulociták és enzimjük, a kötőszöveti rostokban lévő elasztint bontó elasztáz által okozott károsodás korlátozására.
Az elasztáz hatásának korlátozása mellett az A1PI indukálja a limfociták áthaladását a szöveten, beleértve az éretlen T-sejtek áthaladását a tímuszon, ahol immunképes T-sejtekké válnak, melyek növelve az immunválaszt, a szövetbe jutnak.
A szerinproteáz-inhibitorokhoz hasonlóan β-redőkből és α-hélixekből álló jellegzetes másodlagos szerkezete van. Az e helyeken történő mutációk működésképtelen fehérjéket okoznak, melyek polimerizálhatnak, és a májban felgyülemelhetnek, gyermekkori cirrózist okozva.

## Szerepe betegségekben

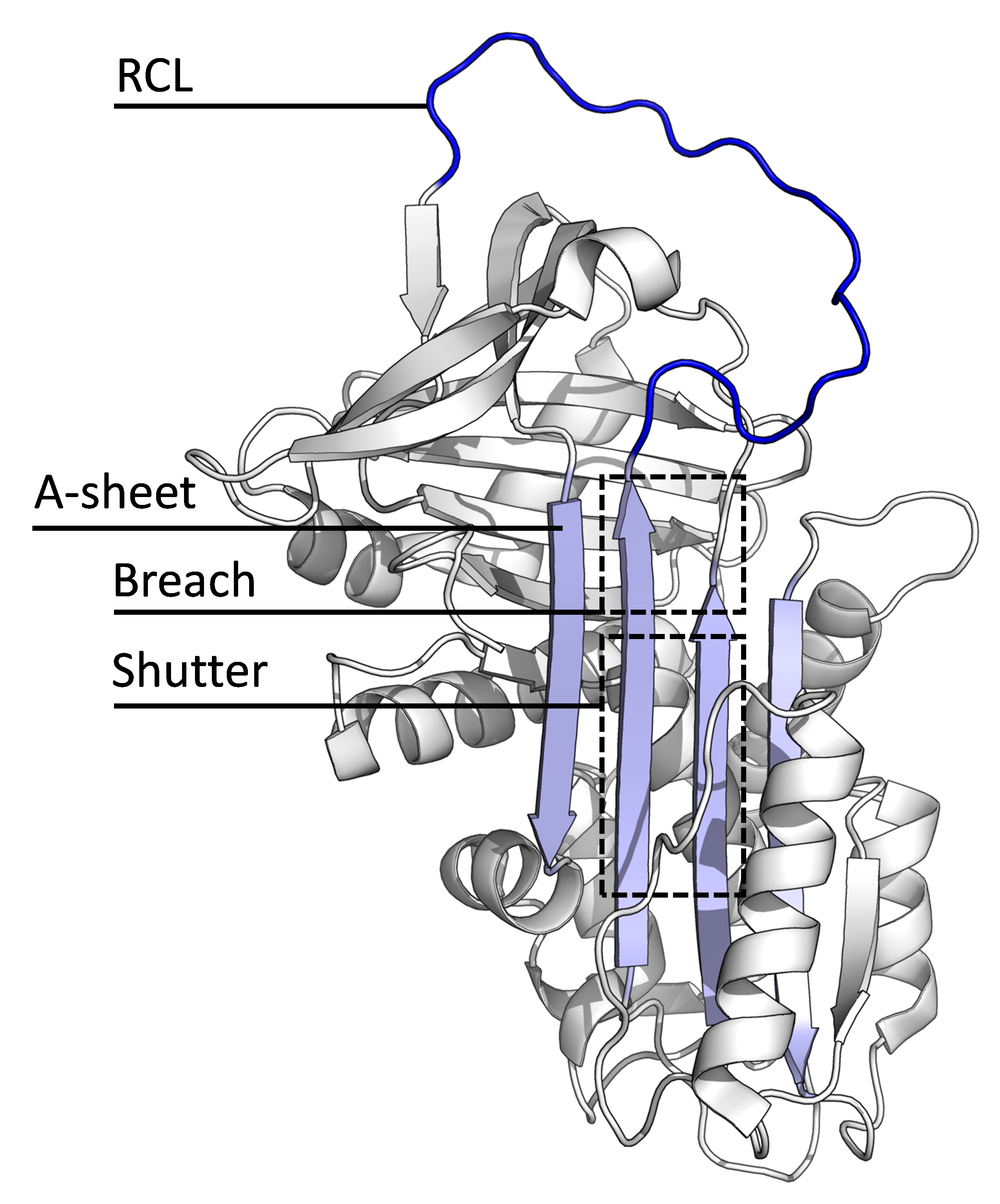
α1-Antitripszin (fehér) reaktív központi gyűrűvel (kék) és α-redővel (világoskék).

E fehérje rendellenességei közé tartozik az autoszomális kodomináns örökletes α1-antitripszin-hiányt, ahol az α1-antitripszin hiánya krónikus gátolatlan szövetbomlást okoz. Ez különösen a tüdőszövet bomlását okozza, jellegzetes tüdőemfizémát okozva. Taggart et al. kimutatták, hogy a dohányfüst oxidálja az α1-antitripszin 358. (a 24 aminosavas jelzőpeptidet tartalmazó feldolgozás előtti formában 382.) helyén lévő metionint, mely fontos az elasztázkötéshez, ez feltehetően az egyik elsődleges mechanizmus, mely révén a dohányzás tüdőemfizémát okoz. Mivel az A1AT a májban jön létre, a fehérjét kódoló gén egyes mutációi hibás szerkezetet és csökkent szekréciót okoznak, melyek cirrózishoz vezethetnek.
Egy különösen ritka Pi-változat, a PiPittsburgh egy hasonló szerpinként, antitrombinként működik egy Met358Arg mutáció miatt. Egy ilyen mutációval rendelkező ember vérzéses diatézisben elhunyt.
Májbiopszia során jelentős PAS-pozitív gömböket mutat a periportális májsejtekben.
Reumatoid arthritises (RA) betegekben kimutattak a karbamoil-A1AT-vel reagáló autoantitesteket az ízületi folyadékban. Ez alapján az A1AT antiinflammatiós vagy szövetvédő szereppel rendelkezhet a tüdőn kívül. Ezek súlyosabb betegséggel függnek össze, a betegség megjelenése előtt évekkel kimutatható, és előrejelezheti az RA fejlődését artralgiás betegekben. Így a karbamoil-A1AT feltehetően az RA antigén biomarkere.

## Nevezéktan
A fehérjét eleinte antitripszinnek nevezték, mivel a tripszint in vitro kovalensen köti, és irreverzibilisen inaktiválja. A tripszin peptidáz, mely többek közt a duodenumban aktív emésztőenzim.
Az α1 a fehérje-elektroforéziskor mutatott viselkedésre utal. Elektroforézis során a vér fehérjéit elektromos árammal választják el. Több csoport van, az első az albumin, a második az α-, a harmadik a β-, a negyedik az γ (immunglobulinok). Az albuminon kívüli fehérjéket globulinnak nevezik.
Az α-régió két alrégióra bontható, az 1-esre és a 2-esre. Az α1-antitripszin az α-globulin 1-régió fő fehérjéje.
Nevezik ezenkívül α1-proteinázgátlónak (α1-PI) is.

## Genetika
A gén a 14. kromoszóma q-karjának 32.13 sávjában található.
Több mint 100 különböző α1-antitripszin-variáns ismert különböző populációkban. Az északnyugat-európaiakban a legnagyobb a leggyakoribb mutáns A1AT-k egyike, a Z-mutáció (Glu342Lys az M1A-n, rs28929474).

## Biokémiai tulajdonságok
Az A1AT érett változatában 394 aminosavból álló glikoprotein sok glikoformával. A 3 N-kapcsolt glikozilációs hely nagyrészt kétnyúlványú N-glikánokból áll. Azonban a 107. aszparagin erős heterogenitást mutat – 3 és 4 nyúlványú N-glikánok is kötődhetnek hozzá. Ezek változó mennyiségű negatív töltésű sziálsavat tartalmaznak, ez okozza a normál A1AT-n megfigyelt heterogenitást. Ezenkívül a fukozilált háromnyúlványú N-glikánok esetén a fukóz a szialil-Lewis-x epitópban is megtalálható, mely segítheti az e fehérjére jellemző fehérje-sejt felismerési tulajdonságokat. Az A1AT-ben 256. helyen lévő cisztein kovalensen, diszulfidhíddal köt szabad ciszteint.

## Analízis
A szérum-A1AT-szintet gyakran A1AT-hez kötő antitest hozzáadásával mérik, melyet turbidimetria követ. További észlelési módszerek közé tartozik az enzimkötöttimmunszorbens-assay-k és a radiális immundiffúzió.
Különböző analitikai módszerekkel határozható meg az A1AT-fenotípus. Mivel a fehérje-elektroforézis pontatlan, az A1AT-fenotípust izoelektromos fókuszálással (IEF) vizsgálják 4,5–5,5 közti pH-n, ahol a fehérje gélbe kerül izoelektromos pontja vagy töltése szerint pH-gradiensben.
A normál A1AT az M, mivel egy ilyen gél közepére vándorol. A többi változat kevésbé működik, és A–L, illetve N–Z közt jelölik attól függően, hogy az M-sávhoz képest proximálisak vagy disztálisak, és hogy milyen távol vannak tőle. Az IEF eltérő sávjai α1-antitripszin-hiányt jelezhetnek. Mivel több az eltérő mutáció, mint az ábécében használható betű, alsó indexekkel jelölik a legtöbb frissebb felfedezést, például a Pittsburgh-mutációt.
Mivel minden emberben az A1AT gén 2 allélje van jelen, a két különböző másolattal rendelkező heterozigótákban két eltérő sáv lehet jelen, de egy nullmutánssal rendelkező heterozigóta egy sávot mutathat.
A vérteszteredményekben az IEF-eredmények PiMM alakúak, ahol Pi jelenti a proteázinhibitort, az „MM” a mutatott sávminta.
Az α1-antitripszin-szintek genotípusfüggőek. Egyes mutáns formák nem megfelelő szerkezetűek, így a proteaszóma lebontja, mások polimerizálódnak, és az endoplazmatikus retikulumban maradnak. Egyes gyakori genotípusok szérum-A1AT-szintje:
- PiMM: 100% (normál)
- PiMS: a normál A1AT-szint 80%-a
- PiSS: a normál A1AT-szint 60%-a
- PiMZ: a normál A1AT-szint 60%-a
- PiSZ: a normál A1AT-szint 40%-a
- PiZZ: a normál A1AT-szint 10-15%-a (súlyos α1-antitripszin-hiány)
- A PiZ-t glutaminsav-lizin mutáció okozza a 342. (feldolgozás előtti formában 366.) helyen
- A PiS-t glutaminsav-valin mutáció okozza a 264. (feldolgozás előtti formában 288.) helyen

Más, ritkább formák is ismertek, összesen több mint 80 variáns van.

## Gyógyszerként
Az α1-antitripszin-koncentrátumokat véradók vérplazmájából nyerik ki. Az FDA 4 humán plazmából származó α1-antitripszin-terméket fogadott el, ezek a Prolastin, a Zemaira, a Glassia és az Aralast. Ezen intravénás kiegészítő A1AT-terápiás termékekt betegenként akár évi 100 000 dollárba is kerülhetnek. Ezeket intravénásan adják heti 60 mg/kg dózisban, a magasabb dózisok nem eredményeznek további előnyt, de használhatók a heti bevitel megszakítása esetén, például nyaraláskor.
Az α1-proteinázgátló Respreezát az EMA 2015 augusztusában elfogadta használatra. Fenntartó kezelésre használják a súlyos α1-proteinázgátló-hiányos felnőttekben (például PiZZ, PiZ (null), Pi (null, null), PiSZ) az emfizéma előrehaladásának lassítására. Ezen emberek optimális farmakológiai és nem farmakológiai kezelést igényelnek, és előrehaladó tüdőbetegséget (például alacsonyabb expirációs másodperctérfogat (FEV1), csökkent gyaloglási kapacitás, több exacerbatio) mutatnak.
A leggyakoribb mellékhatások a szédülés, a fejfájás, a diszpnoé és a rossz közérzet. A kezelés során allergiás reakciókat is megfigyeltek, ezek egy része súlyos.
Az aeroszolizált kiegészített A1AT-terápiát 2020-ban még vizsgálták. A rekombináns α1-antitripszin 2020-ban nem volt elérhető gyógyszerként.

## Történet
Eriksson és Laurell vizsgálták először 1963-ban az A1AT betegségokozó allélvariánsait.

## Fordítás
Ez a szócikk részben vagy egészben  az   Alpha-1 antitrypsin című angol Wikipédia-szócikk ezen változatának fordításán alapul.  Az eredeti cikk szerkesztőit annak laptörténete sorolja fel. Ez a jelzés csupán a megfogalmazás eredetét és a szerzői jogokat jelzi, nem szolgál a cikkben szereplő információk forrásmegjelöléseként.